# سلیمان بن حکم
سلیمان بن حکم یا سلیمان مستعین بالله (عربی: سلیمان المستعین بالله; متوفی ۱۰۱۶) یکی از خلفای خلافت قرطبه، میان سال‌های ۱۰۰۹ تا ۱۰۱۰ برای بار نخست، و برای بار دیگر ۱۰۱۳ تا ۱۰۱۶ میلادی، در اندلس بود.